# Bobrîk, Nijîn
Bobrîk (în ucraineană Бобрик) este un sat în comuna Vertiivka din raionul Nijîn, regiunea Cernihiv, Ucraina.

## Demografie
Componența lingvistică a localității Bobrîk
     Ucraineană (96,04%)
     Rusă (3,71%)
     Alte limbi (0,25%)
Conform recensământului din 2001, majoritatea populației localității Bobrîk era vorbitoare de ucraineană (96,04%), existând în minoritate și vorbitori de rusă (3,71%).